# 蛙頭鈎鯰
蛙頭鈎鯰，為輻鰭魚綱鯰形目甲鯰科的其中一種，為亞熱帶淡水魚，分布於南美洲托坎廷斯河及Xingu河流域，體長可達12.9公分，棲息在岩石底質水質清澈的溪流底層水域，生活習性不明。

## 扩展阅读
維基物種上的相關：蛙頭鈎鯰